# 瓦尔加·伊姆雷
瓦尔加·伊姆雷（匈牙利語：Varga Imre，1923年—2019年），匈牙利雕塑家、画家、造型艺术家。

## 生平
1923年生于希歐福克，曾在塞克什白堡和松博特海伊等地读中学。后来毕业于布达佩斯军事学院。第二次世界大战期间在匈牙利空軍服役。匈牙利投降后被同盟国俘虏，1945年回到匈牙利。1944年结婚。1948年开始在布达佩斯工厂当工人。1950年考入匈牙利美术学院，师从雕塑家米库斯·山多尔。同年以雕塑《铁匠》参加第一届全国美术作品展。1956年毕业。
1965年创作了自己的第一件大型作品《普罗米修斯》雕像，后来被安放在比利时安特卫普米德尔海姆露天雕塑公园。1967年在布达佩斯举办首场个人艺术展。从1960年代末开始，他转变了传统的纪念碑式雕塑风格，转而以人性化、日常化的方式刻画英雄形象。创作了列宁、拉科齊·費倫茨二世、拉科齊·費倫茨二世、拉乌尔·瓦伦贝格、丘吉尔等著名历史文化人物的雕像。
1973年获科苏特奖。1975年被授予功勋艺术家称号。1982年获赫尔德奖。2002年获授德国一级功勋十字勋章。
他最有名的作品是《大屠杀纪念碑》，位于布达佩斯犹太聚居区伊丽莎白城烟草街会堂附近。该纪念碑以垂柳的形状建造，上面刻有在布达佩斯犹太人大屠杀期间牺牲者的姓名。
2019年12月9日晚在布达佩斯去世。

## 作品集

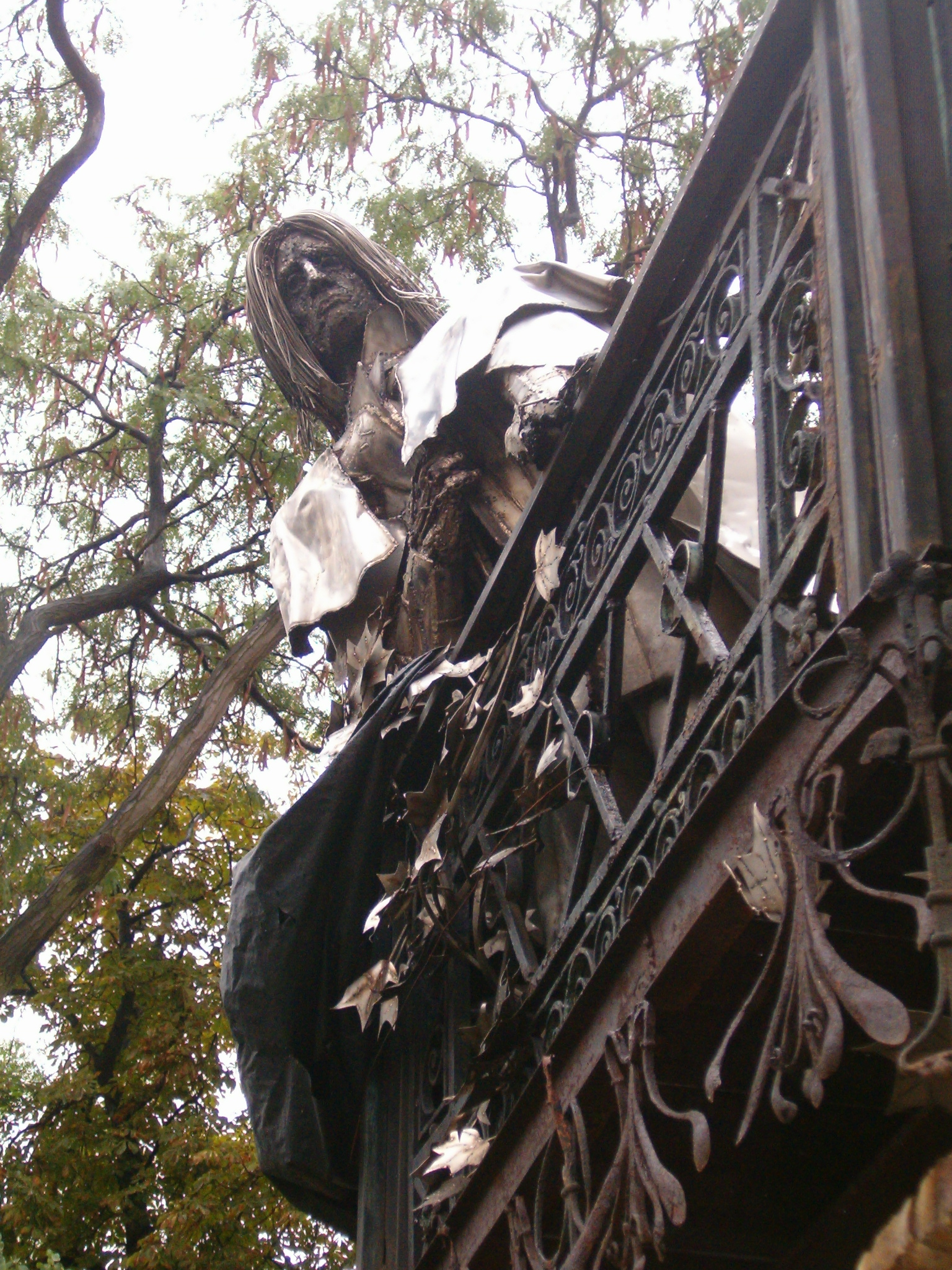
李斯特·费伦茨纪念像
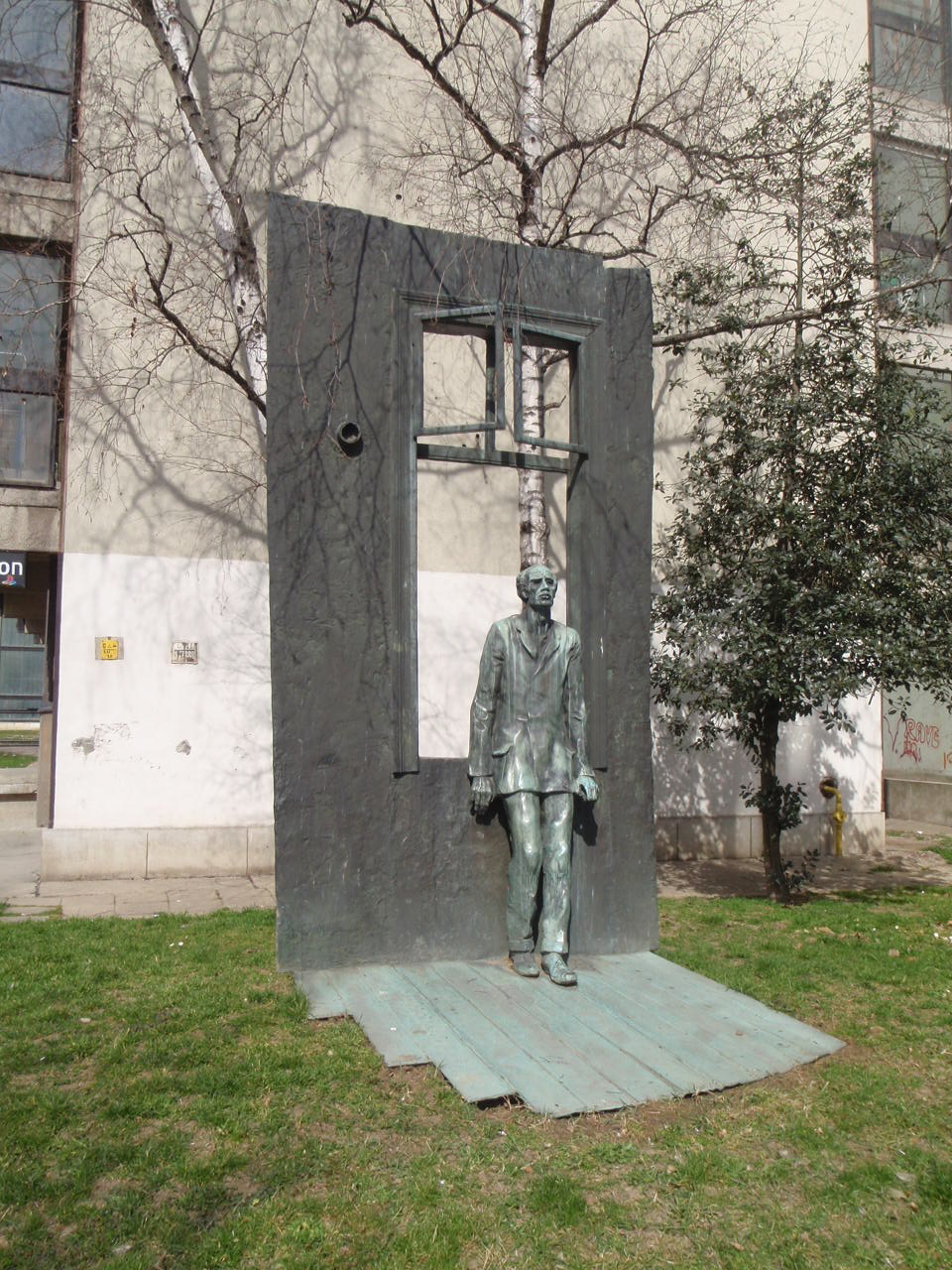
位于松博特海伊的德尔柯维茨纪念像
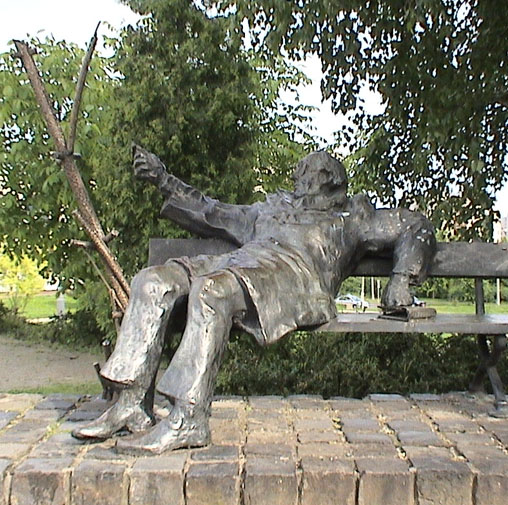
位于米什科尔茨的纪念像
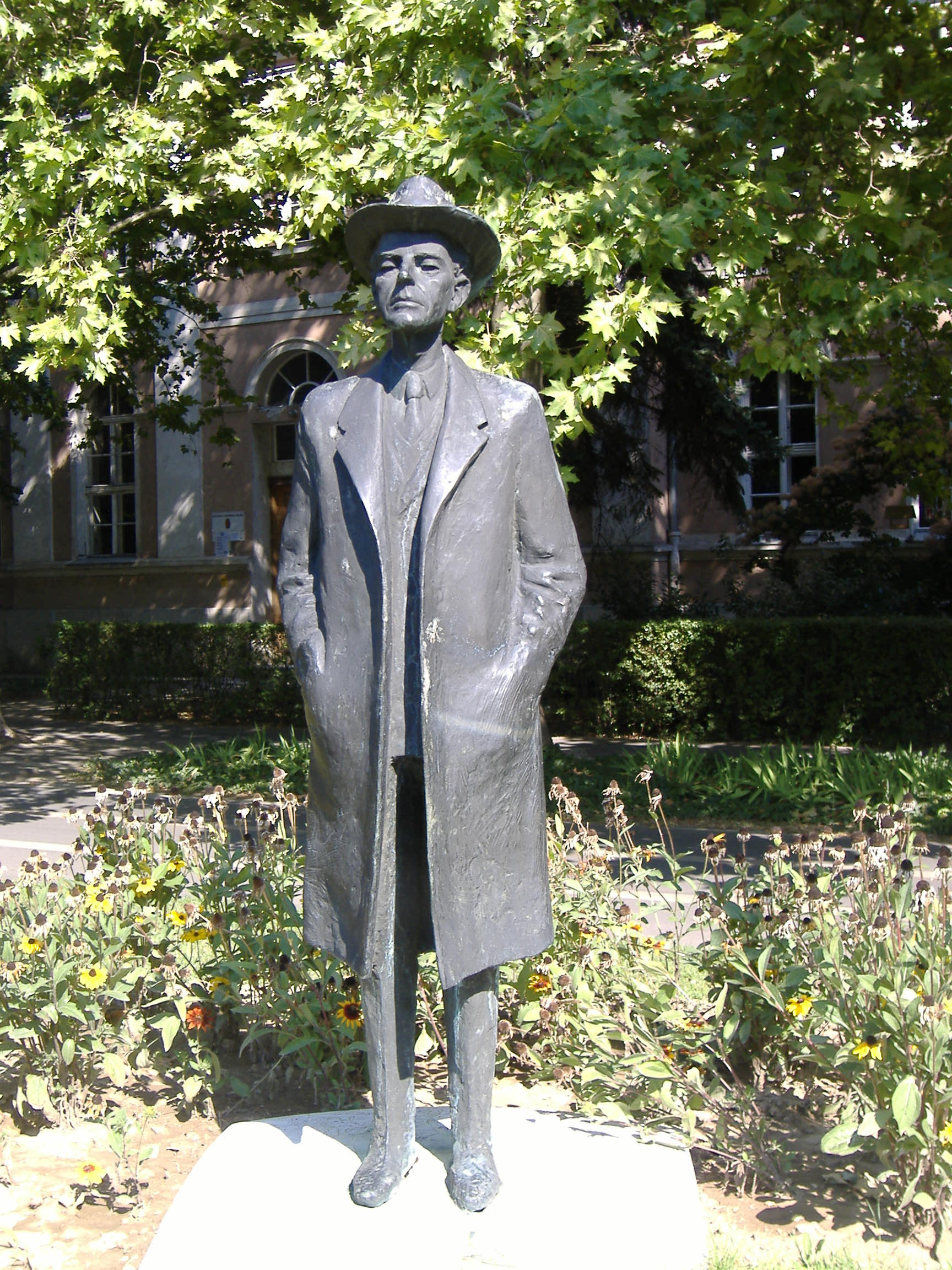
匈牙利毛科的巴托克·贝拉纪念像
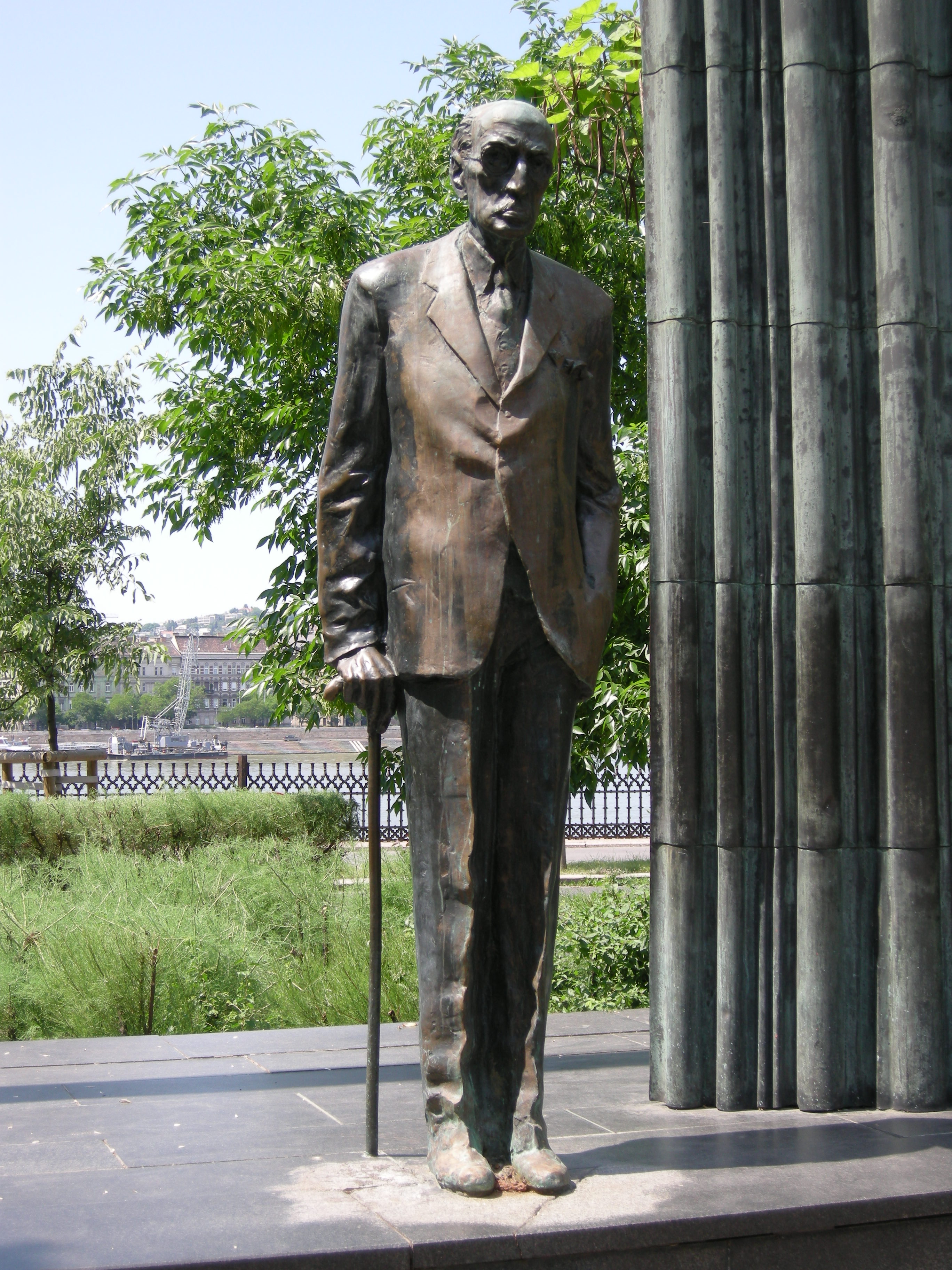
布达佩斯的卡罗伊·米哈伊纪念像
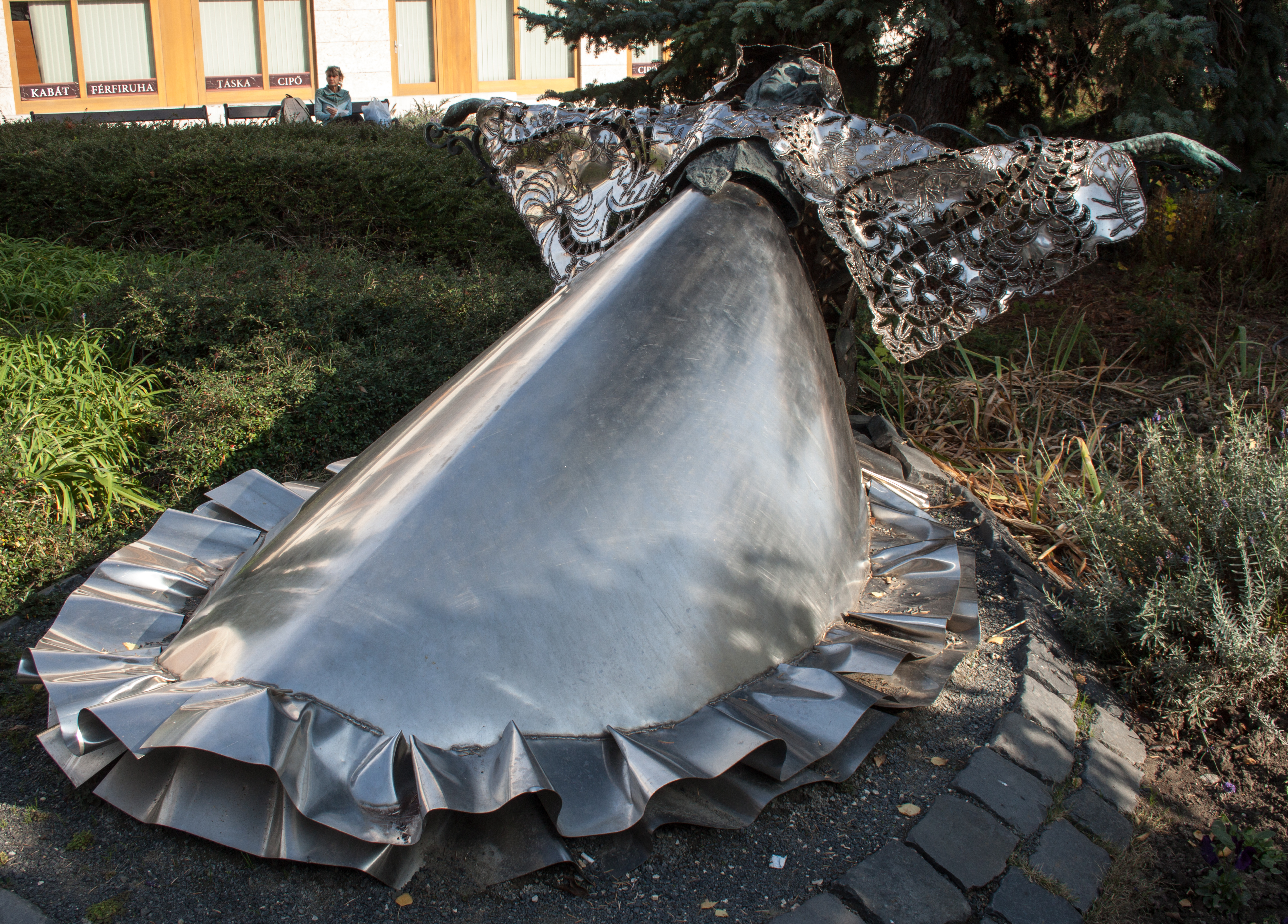
希歐福克《腐尸》
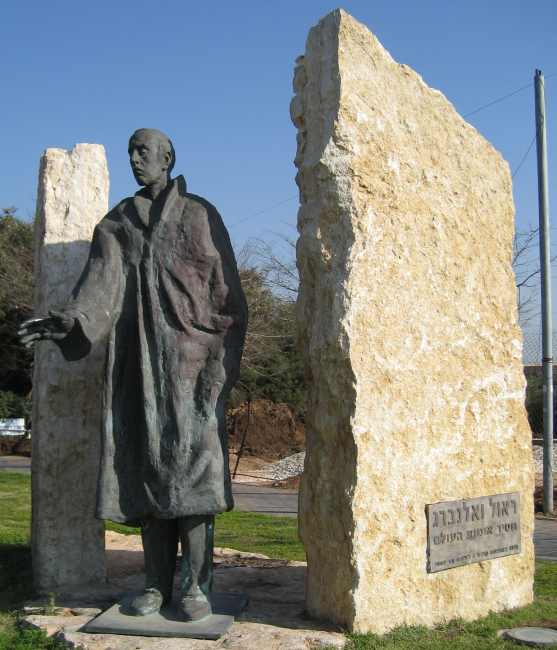
以色列特拉维夫的拉乌尔·瓦伦贝格纪念像
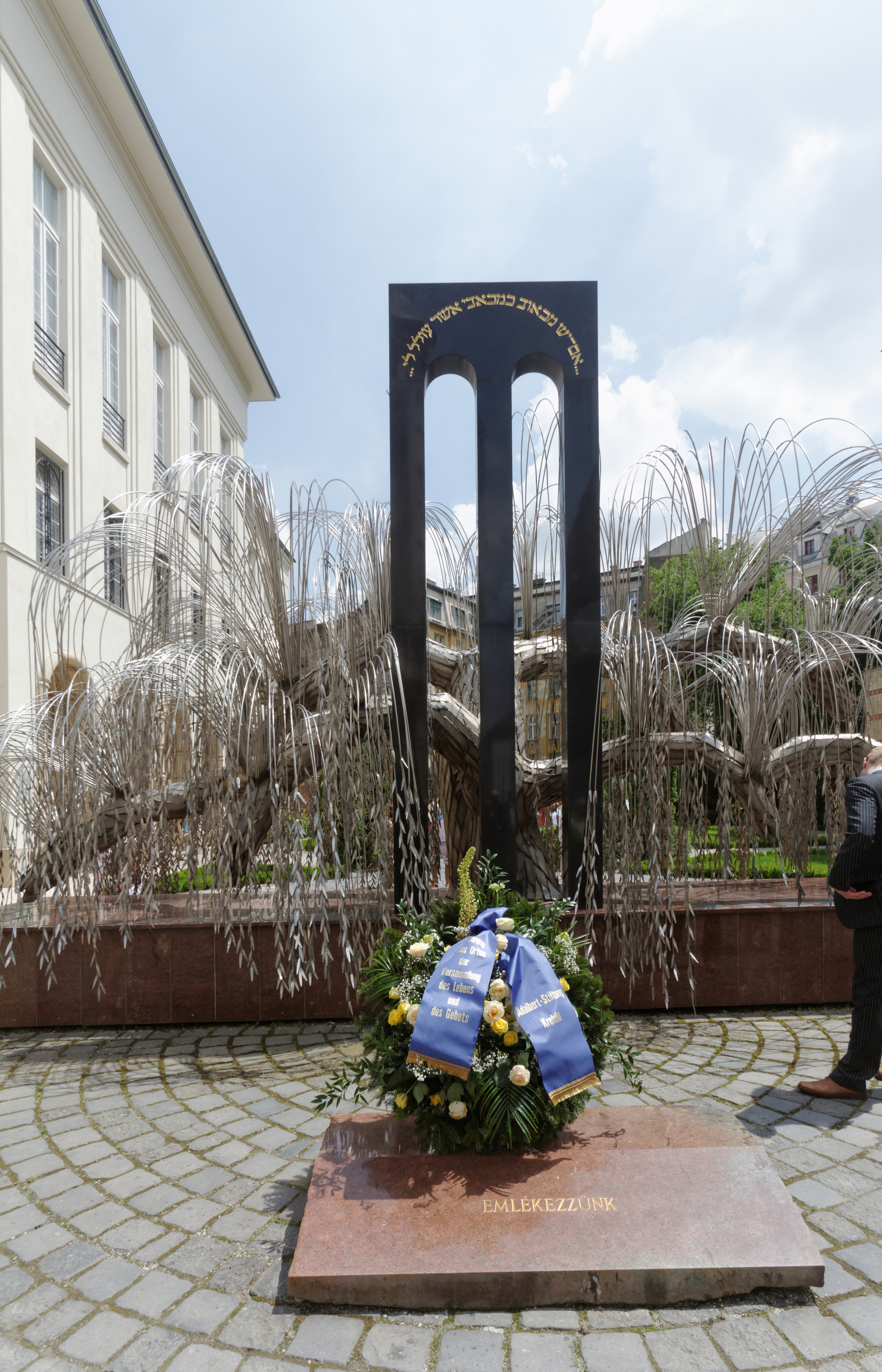
布达佩斯《大屠杀纪念碑》